# Etničke grupe Haitija
Etničke grupe Haitija: 9,751,000 stanovnika; UN Country Population; 2008). Osam naroda.
- Amerikanci, 15,000
- Arapi 4,700
- Britanci	60
- Dominikanci 40,000
- Francuzi 700
- Haićani	9,661,000
- Kantonski Kinezi	400
- Židovi, francuski 200.